# Thakhek
Thakhek (tiếng Lào: ທ່າແຂກ), người Việt Nam hay phát âm là Thà Khẹt, là một thị xã bên tả ngạn sông Mekong, thuộc tỉnh Khammuane ở Nam Lào, và là nơi đặt các trụ sở của chính quyền và tỉnh Khammuane. Đối diện với Thakhek qua sông Mê Công là Nakhon Phanom của Thái Lan.
Trung tâm thị trấn có nhiều kiến trúc kiểu thuộc địa Pháp như dinh thự, villa, nhà có cửa hàng mặt đường.

## Công trình
Cầu Hữu nghị Thái-Lào III ở phía bắc trung tâm thị xã, nối Thakhek với tỉnh Nakhon Phanom của Thái Lan đang được xây dựng và dự định sẽ hoàn thành trong năm 2011  .

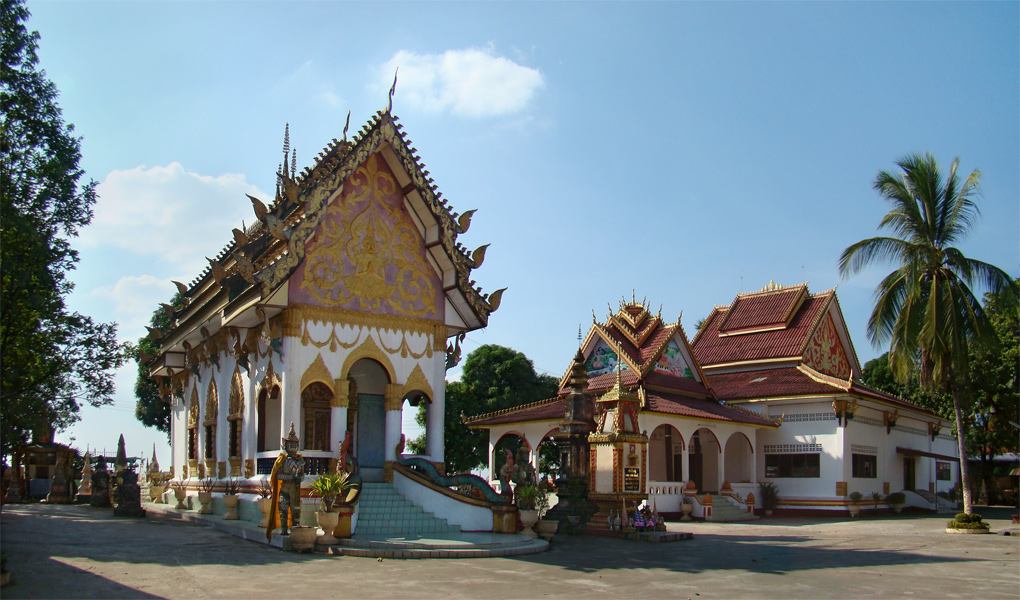
Chùa Nabo.
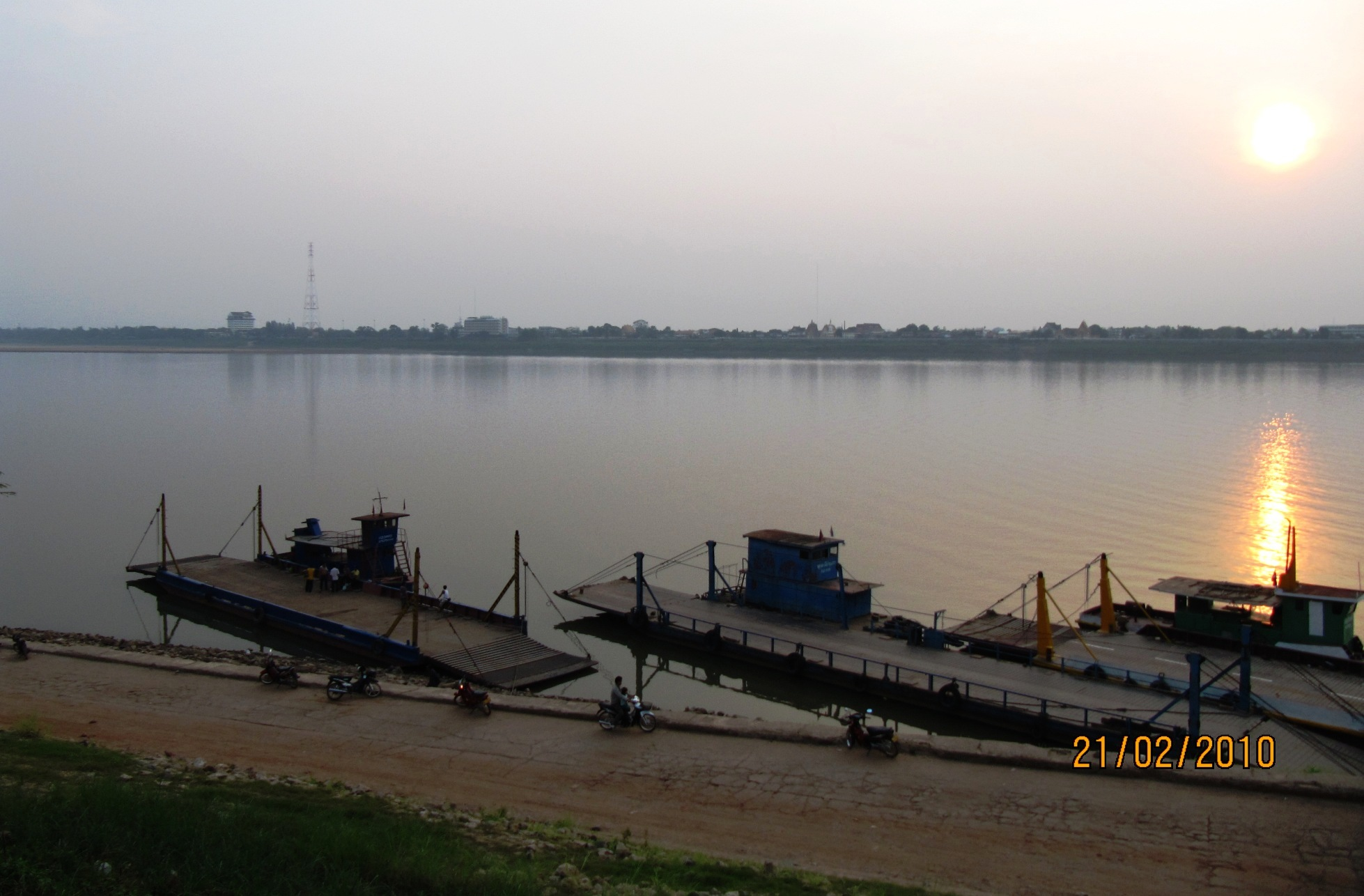
Bến phà Thakhek sang Nakhon Phanom, 2010.
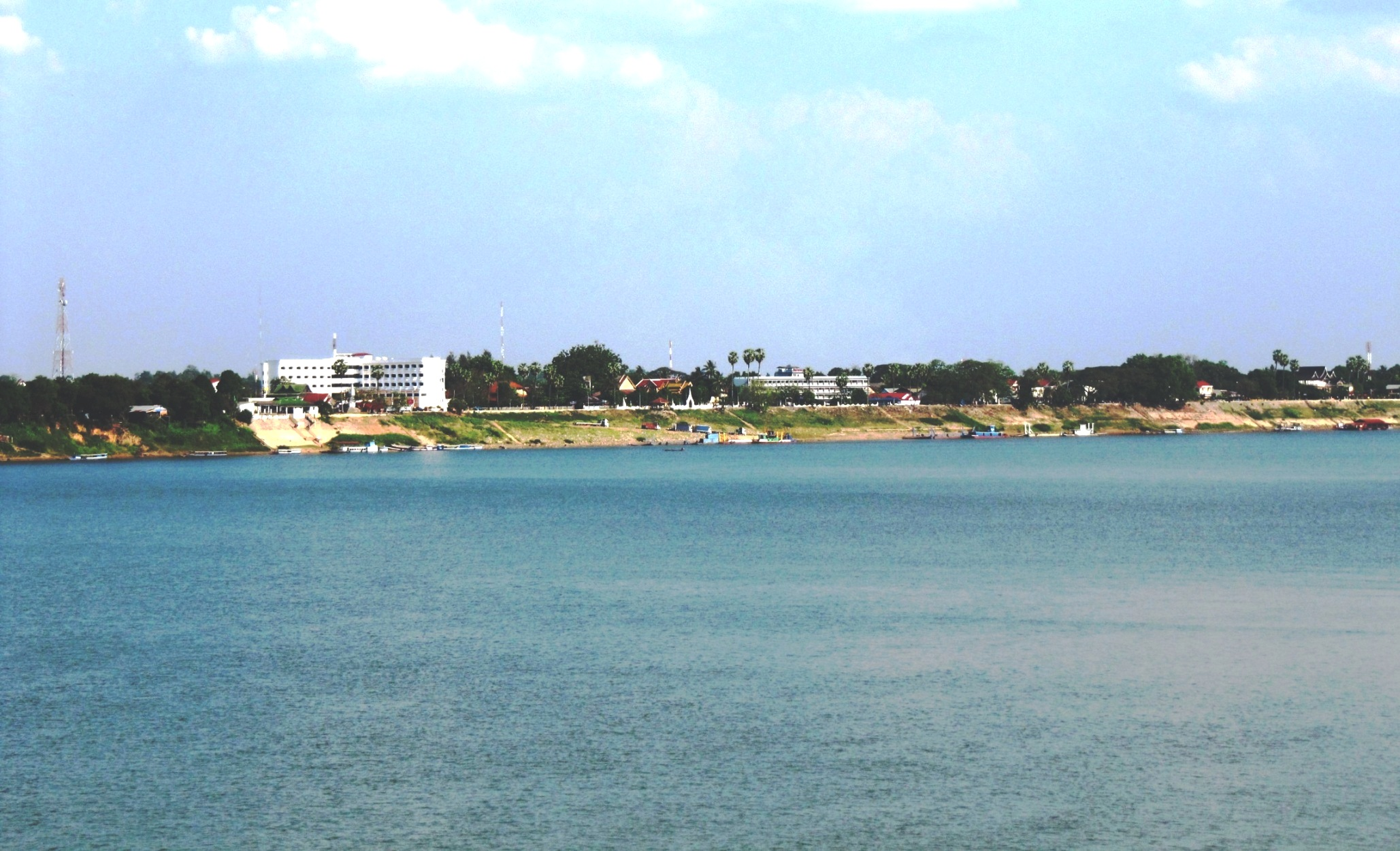
Thakhek nhìn từ sông Mekong.
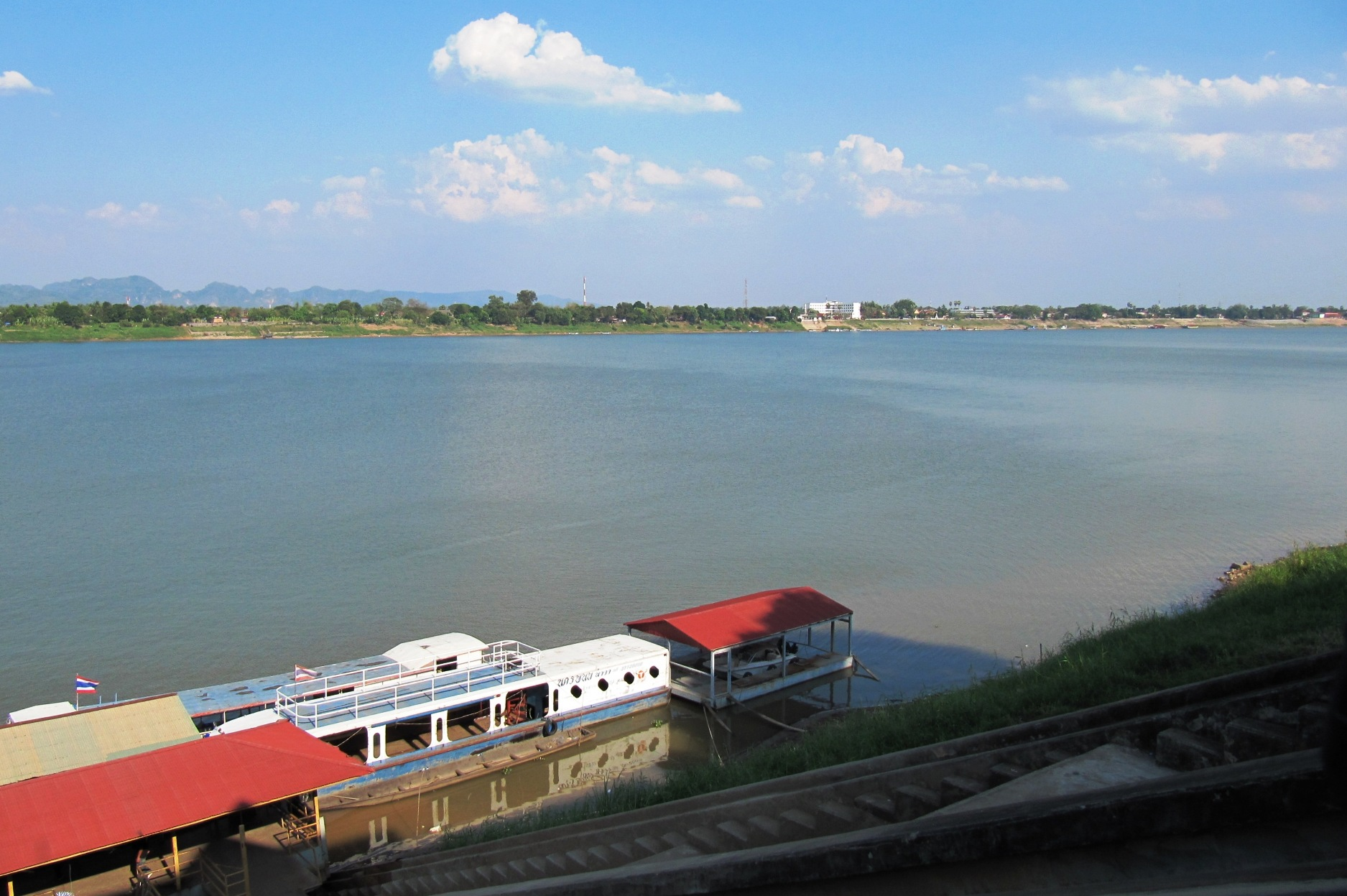
Sông Mekong nhìn từ Nakhon Phanom sang Thakhek, 2010.
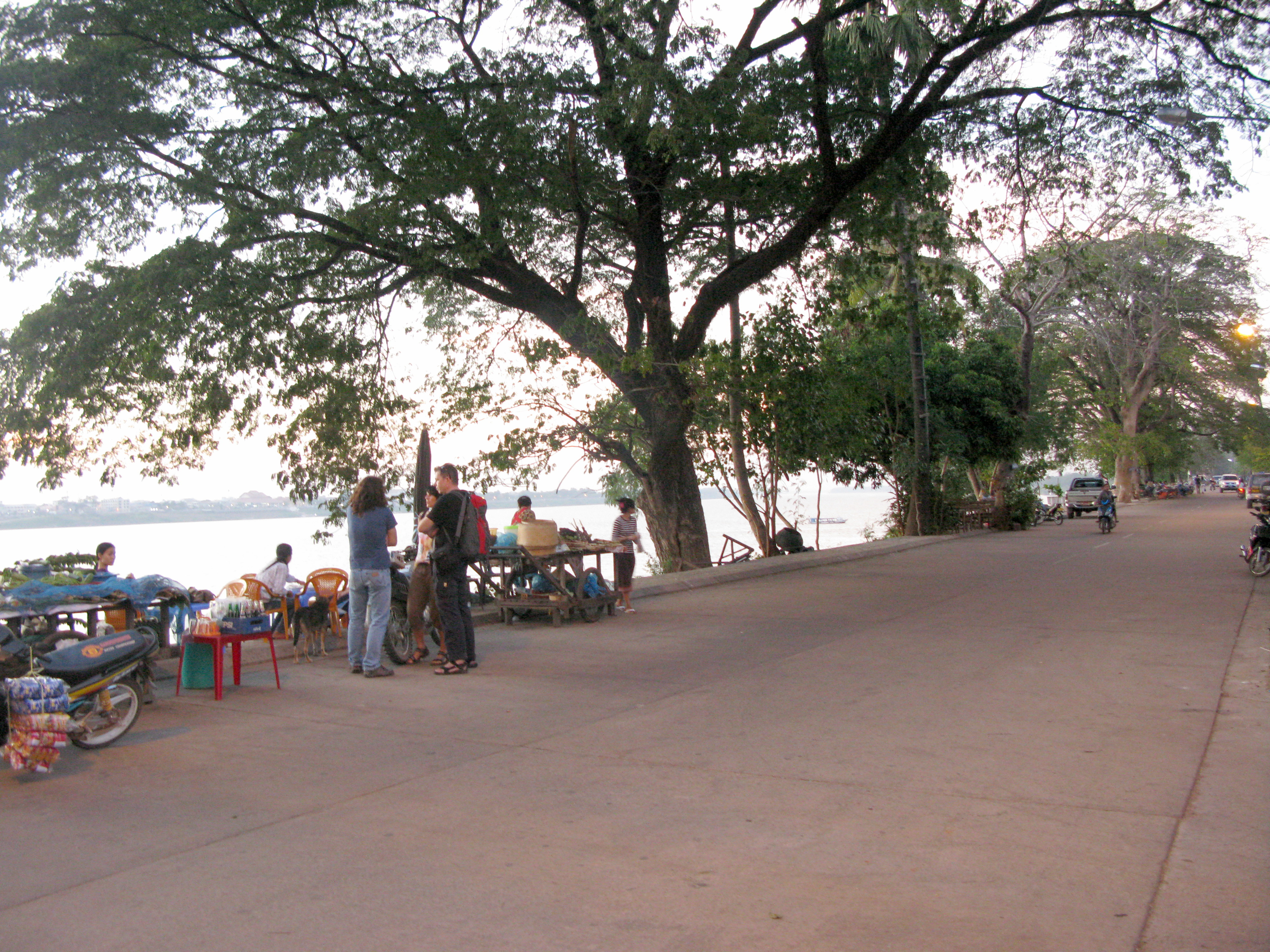
Một con phố nhỏ bên bờ sông Mê Công ở Thakhek.
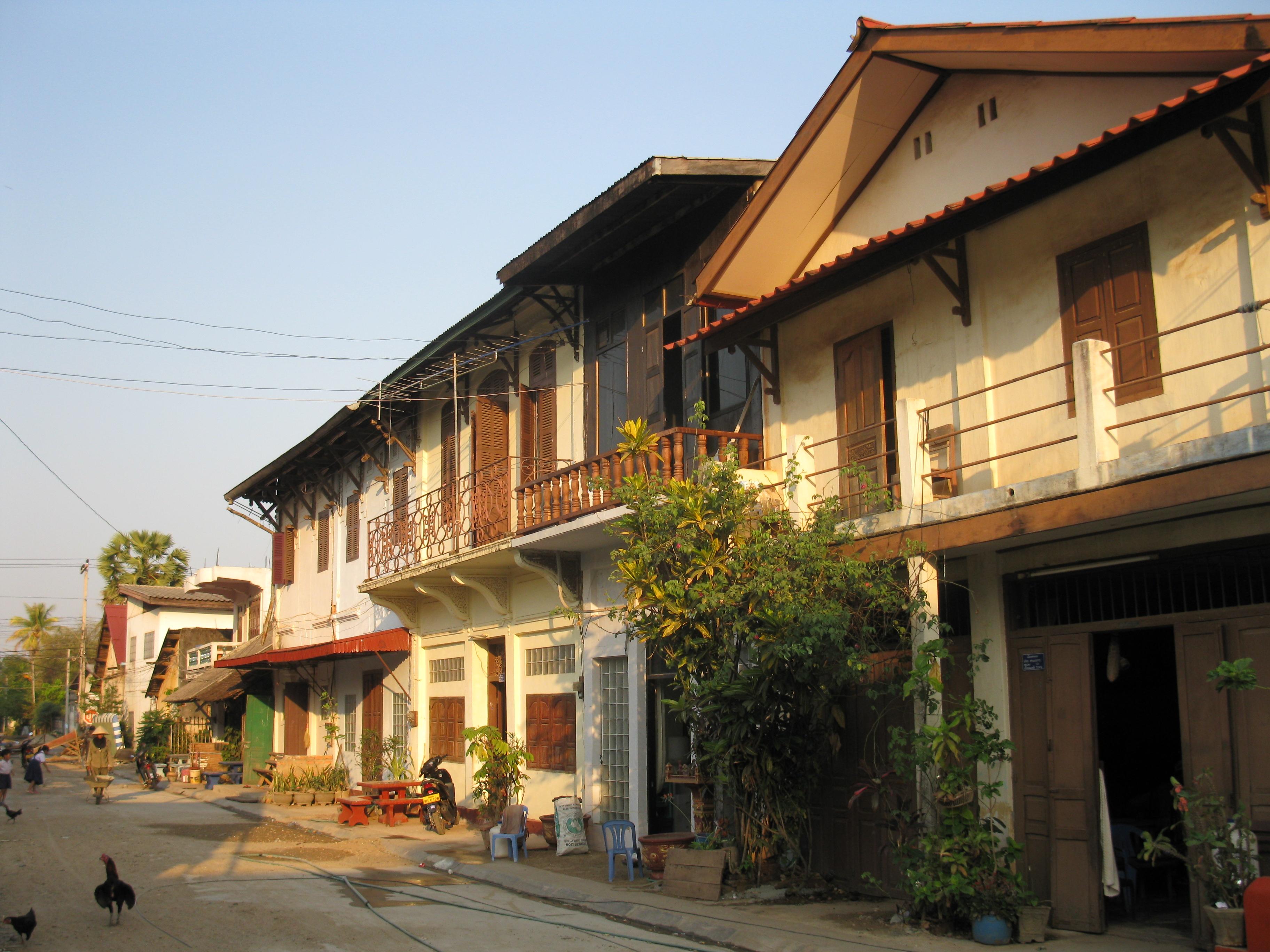
Những ngôi nhà với kiến trúc thời thuộc địa của Pháp ở Thakhek.

## Chỉ dẫn
1. ↑  Cầu này được nói là "khởi công xây dựng vào tháng 3 năm 2009", tuy nhiên đến tháng 5/2010 không hề thấy dấu vết công trường xây dựng trên thực địa và trên Google Maps.